# Atkinson Vehicles

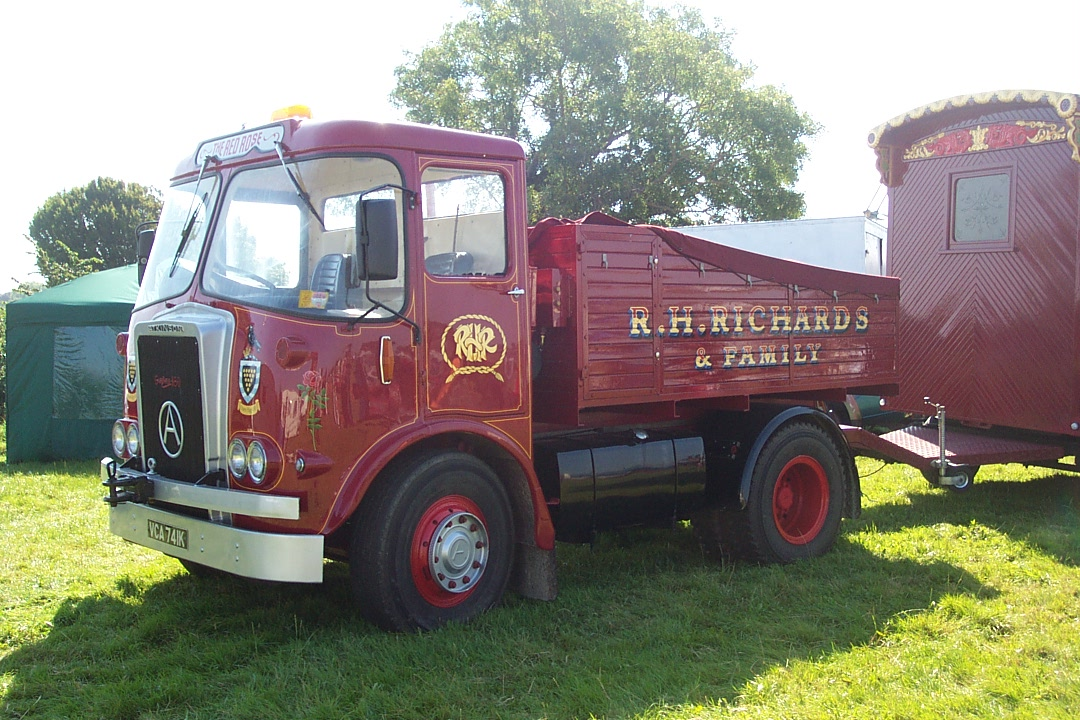
Atkinson Silver Knight

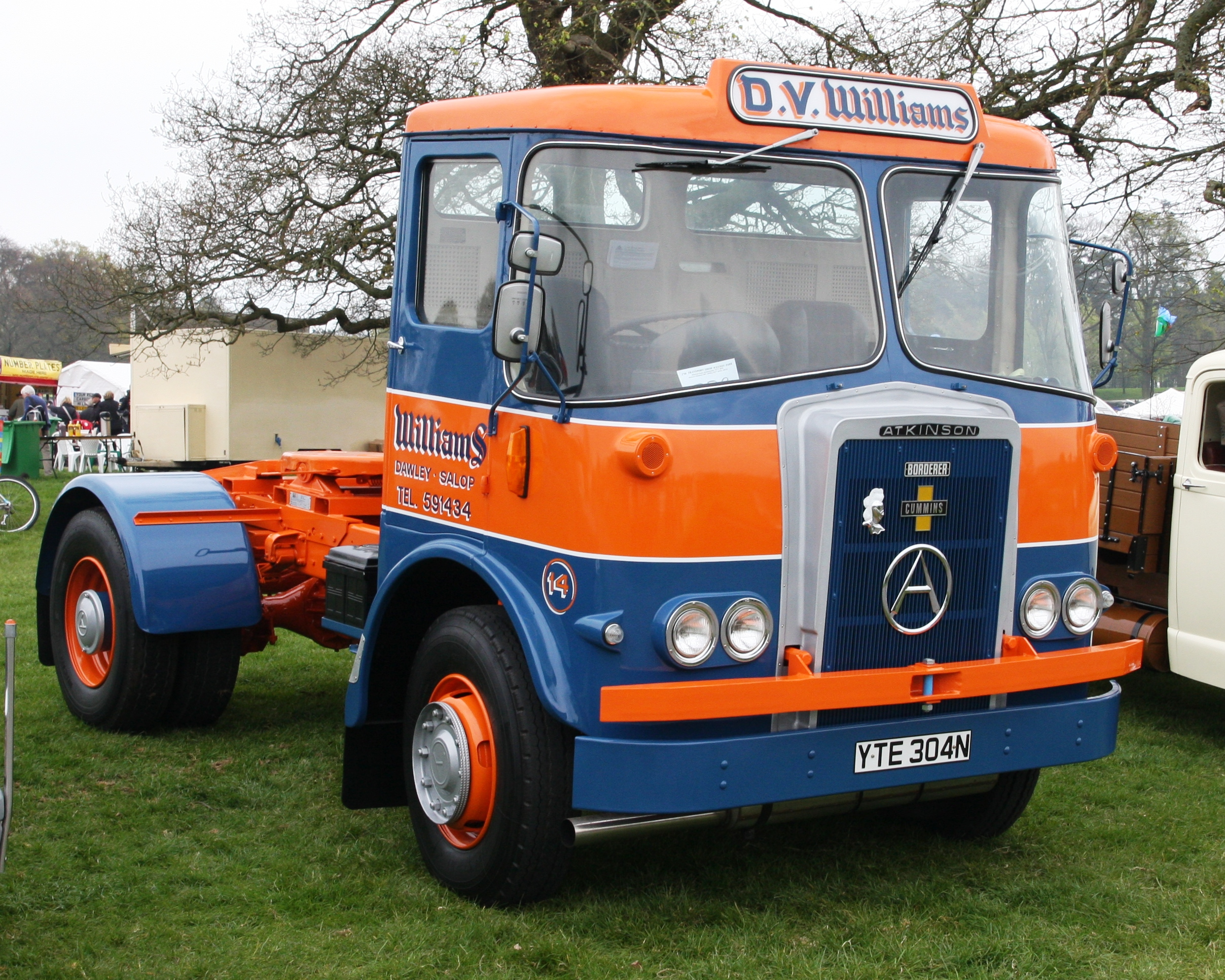
Atkinson Borderer

Atkinson Vehicles war ein britischer Nutzfahrzeughersteller aus Preston, Lancashire. Das Unternehmen stellte 1916 seinen ersten Lastkraftwagen her. Nach der Fusion mit Seddon Diesel Vehicles ging die Firma 1970 im Unternehmen Seddon Atkinson auf.

## Unternehmensgeschichte
Der Gründer der Firma, Edward Atkinson, gründete 1907 ein Unternehmen zur Reparatur von Dampfwagen als Agent der Firma Alley & McLean, die ursprünglich die Sentinel-Dampfkraftwagen produzierte. 1916 entwickelte er einen eigenen Dampfkraftwagen. Für eine Nutzlast von 6 tons ausgelegt, besaß das Fahrzeug eine liegend unter dem Führerhaus angeordnete Dampfmaschine und Eisenreifen. Anfang der 1920er Jahre wurden wöchentlich drei Fahrzeuge produziert. Die Lkw waren mit verschiedenen Aufbauten, unter anderem als Dreiseitenkipper, ausgerüstet und wurden auch exportiert. Während der Depression Ende der 1920er Jahre geriet das Unternehmen in finanzielle Schwierigkeiten und stellte die Produktion von Fahrzeugen ein, die Wartung und Instandsetzung von Dampfwagen und Anhängern wurde jedoch fortgesetzt.
Im Jahr 1933 übernahm W. G. Allen die Geschäftsleitung des nun als Atkinson Lorries Ltd firmierenden Unternehmens. Unter seiner Leitung wurde ein konventioneller, zweiachsiger Lkw mit einer Nutzlast von 6 tons entwickelt. Vom Dampfantrieb ging man ab, stattdessen kam ein Gardner-Dieselmotor zum Einsatz. Später folgten ein Dreiachser und 1937 ein Vierachser mit zwei gelenkten Vorderachsen und einer Nutzlast von 15 tons. Ungeachtet der Tatsache, dass die Hinterachse zwillingsbereift war, wurden derartiger Fahrzeuge im Vereinigten Königreich als six- bzw. eight-wheeler bezeichnet. Atkinson führte für seine Fahrzeuge schon frühzeitig die Modulbauweise ein und verwendete beispielsweise für alle Fahrzeugtypen ein standardisiertes Fahrerhaus. Die produzierten Lastkraftwagen zeichneten sich durch eine hohe Fertigungsqualität und gute Gebrauchseigenschaften aus und wurden von den Betreibern positiv beurteilt, dennoch blieb die Anzahl der hergestellten Fahrzeuge gering.
Während des Zweiten Weltkrieges akquirierte Atkinson mehrere Rüstungsaufträge. 1940 gewann man einen Auftrag über 60 Dreiachser, die mit dem Gardner-6LW-Dieselmotor ausgerüstet wurden. Im Folgejahr gewann man einen weiteren Auftrag über 100 weitere Dreiachser, die diesmal jedoch einen Motor von AEC erhalten sollten, und schließlich über 100 Vierachser mit dem gleichen Motor. Diese staatlichen Aufträge stabilisierten die finanzielle Lage des Unternehmens.
Nach Ende des Zweiten Weltkrieges nahm man die Produktion von Lastkraftwagen für den zivilen Markt schnell wieder auf. Angeboten wurden die überarbeiteten Zwei-, Drei- und Vierachser. Das Fahrerhaus wurde anfangs von den Vorkriegstypen übernommen, 1953 jedoch einem Facelift unterzogen.
Mit dem Blick auf den Markt für schwere Baufahrzeuge und den Einsatz in der Erdölindustrie wurden ab 1957 schwerere Typen entwickelt. Mit dem Omega wurde eine Schwerlastzugmaschine mit der Radformel 6 * 6 für eine Anhängelast von 100 tons produziert, die von einem Rolls-Royce-Dieselmotor angetrieben wurde.
Im Jahr 1960 führte Atkinson ein neues Führerhaus mit seitlich herumgezogenen Frontscheiben ein. Das Führerhaus bestand aus glasfaserverstärktem Kunststoff, damit war Atkinson einer der Vorreiter beim Einsatz von Verbundwerkstoffen im Lkw-Bau. Anfang der 1960er Jahre wurde auch die Produktionspalette neu strukturiert. Die Black-Knight-Serie umfasste Zwei-, Drei- und Vierachser, die als Pritschenwagen angeboten wurde. In der Gold-Knight-Serie wurden Chassis mit verkürztem Radstand für Kipper und Betonmischfahrzeuge hergestellt, während die Silver-Knight-Serie Zugmaschinen und Sattelzugmaschinen umfasste. Für den Export nach Kontinentaleuropa wurden 1968 einige Silver-Knight-Chassis mit Führerhäusern von Krupp ausgerüstet, die sich jedoch bei den Nutzern nicht sonderlich beliebt waren und nach einigen Jahren wieder aus der Produktion genommen wurden.
1970 übernahm Seddon Atkinson und sie fusionierten zu Seddon Atkinson, die Produktionspalette und auch die Fahrzeugentwicklung der beiden Unternehmensteile blieben jedoch vorerst eigenständig. Atkinson führte 1972 den Leader ein, eine Zugmaschine mit lenkbarer Hinterachse. Im gleichen Jahr wurde ein 8 * 4 Chassis für Kipper vorgestellt, das mit dem Gardner 150 motorisiert wurde. Diesen Motor verwendete das Unternehmen auch bei anderen schweren Lkw. Der Searcher blieb in Produktion und war in der 6 * 4 - Variante als Fahrgestell für Betonmischer beliebt. Der Schwerpunkt der Produktionspalette verschob sich jedoch deutlich in Richtung Sattelzugmaschinen. Hier wurden mit dem Borderer (4 * 2) und dem Venturer (6*4) zwei unterschiedliche Typen angeboten. Die Chassis konnten mit verschiedenen Motoren von Gardner oder Cummins ausgerüstet werden.
Mit der Übernahme durch International Harvester of America 1974 endete die eigenständige Fahrzeugentwicklung bei Atkinson, lediglich der Markenname wurde beibehalten. Zu den ab 1974 produzierten Fahrzeugen siehe Seddon Atkinson.